# (Mijelin bazni protein)-arginin N-metiltransferaza
(Mijelin bazni protein)-arginin -metiltransferaza (EC 2.1.1.126, mijelin bazno proteinska metilaza I, proteinska metilaza I, S-adenozil--metionin:(mijelin-bazni-protein)-arginin omega-N-metiltransferaza) je enzim sa sistematskim imenom S-adenozil--metionin:(mijelinski-bazni-protein)-arginin omega-metiltransferaza. Ovaj enzim katalizuje sledeću hemijsku reakciju
-adenozil--metionin + [mijelin bazni protein]-arginin {\displaystyle \rightleftharpoons } -adenozil-L-homocistein + [mijelin bazni protein]-omega-metil-arginin
Enzim iz mozga sisara formira Nomega-monometil-, Nomega,omega-dimetil- i Nomega,omega'-dimetil-argininske derivate.

## Literatura
- Nicholas C. Price; Lewis Stevens (1999). Fundamentals of Enzymology: The Cell and Molecular Biology of Catalytic Proteins (Third изд.). USA: Oxford University Press. ISBN 019850229X.
- Eric J. Toone (2006). Advances in Enzymology and Related Areas of Molecular Biology, Protein Evolution (Volume 75 изд.). Wiley-Interscience. ISBN 0471205036.
- Branden C; Tooze J. Introduction to Protein Structure. New York, NY: Garland Publishing. ISBN 0-8153-2305-0.
- Irwin H. Segel. Enzyme Kinetics: Behavior and Analysis of Rapid Equilibrium and Steady-State Enzyme Systems (Book 44 изд.). Wiley Classics Library. ISBN 0471303097.
- William P. Jencks (1987). Catalysis in Chemistry and Enzymology. Dover Publications. ISBN 0486654605.

## Spoljašnje veze
- (myelin+basic+protein)-arginine+N-methyltransferase на 